# Hans Krankl
Johann Krankl, detto Hans (Vienna, 14 febbraio 1953), è un allenatore di calcio, ex calciatore e cantante austriaco, di ruolo centravanti.
È uno dei migliori calciatori austriaci di sempre, nonché, con 320 gol, il secondo miglior marcatore di sempre nel campionato del suo Paese.

## Carriera

### Giocatore
Attaccante molto prolifico, Krankl nell'arco dell'intera carriera ha segnato 510 reti in 715 presenze ufficiali (media di 0,71 gol a incontro).

#### Club

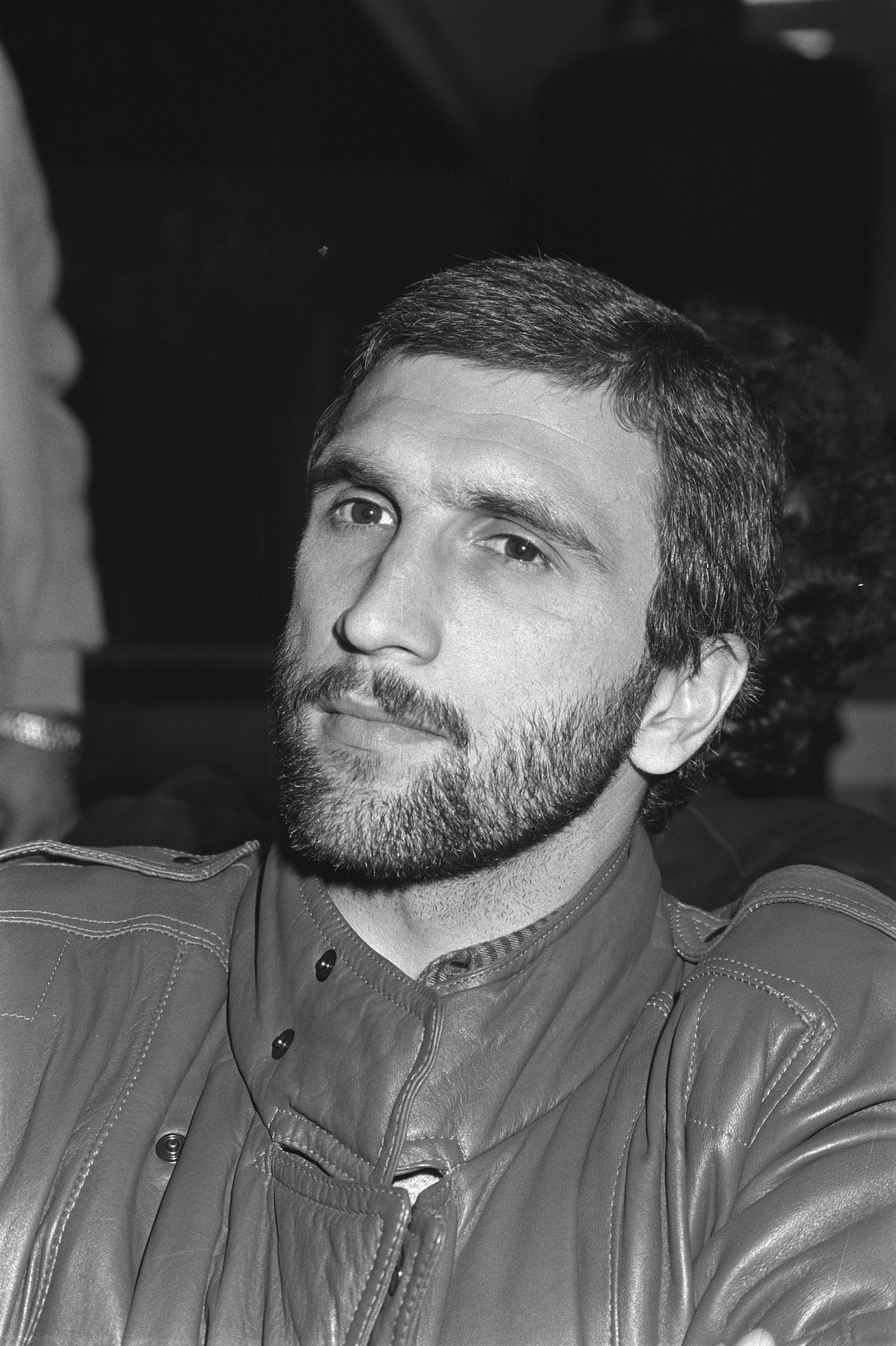
Krankl nel 1981

Fece brevemente l'esordio nella massima divisione austriaca nella stagione 1970-1971 con il Rapid Vienna, al quale tornò definitivamente nel 1972 dopo aver trascorso un anno in seconda divisione; qui mise a segno 27 gol in 26 partite. Con i bianco-verdi della capitale vinse la ÖFB-Cup nel 1976 e divenne per tre volte capocannoniere, nel 1974, nel 1977 e nel 1978; le 41 segnature realizzate in quest'ultimo torneo gli valsero anche la Scarpa d'oro.
Si trasferì quindi al Barcellona dove, nella prima stagione, fu nuovamente il miglior marcatore del torneo. Segnò anche il gol del definitivo 4-3 sul Fortuna Düsseldorf nei tempi supplementari della finale della Coppa delle Coppe 1978-1979, che consegnò ai blaugrana il trofeo; questo nonostante il calciatore fosse stato vittima solo pochi giorni prima di un incidente stradale dal quale la moglie uscì gravemente ferita.
Krankl non fu però molto impiegato nelle due stagioni successive: dopo essere brevemente tornato in Austria nel 1980 tornò definitivamente al Rapid dopo la conquista della Coppa del Re 1980-1981. Questo secondo periodo nella capitale austriaca fu più ricco di trofei del primo: i bianco-verdi vinsero altre 3 Coppe nazionali oltre a due titoli, nel 1982 e nel 1983, quando Krankl fu nuovamente capocannoniere.
Lasciò poi la squadra nel 1986, prima di ritirarsi definitivamente dal calcio giocato nel 1989. Nel 1999 i tifosi del Rapid lo hanno eletto miglior giocatore della storia del club (Rapidler des Jahrhunderts) attraverso un sondaggio, selezionandolo nella squadra del secolo.

#### Nazionale
Krankl esordì in Nazionale il 13 giugno 1973 in un'amichevole contro il Brasile terminata 1-1, nella quale andò anche a segno. L'Austria partecipò al campionato del mondo 1978 dopo un'assenza di 20 anni, e Krankl fu convocato. Nella prima fase mise a segno una rete nella vittoria per 2-1 contro la Spagna e l'unico gol in quella con la Svezia, mentre nella seconda l'Austria perse le gare contro Paesi Bassi e Italia e si ritrovò quindi a disputare da sicura eliminata l'ultima gara contro la Germania Ovest. La partita, decisiva invece per gli avversari, prese però una svolta inattesa: Krankl, dopo aver segnato il provvisorio 2-1, realizzò probabilmente la sua rete più famosa, quella che fissò il risultato sul 3-2 e che sancì la prima vittoria dell'Austria sulla Germania in 47 anni. Segnata all'88' minuto va ancora in onda regolarmente sulla TV austriaca, e il commento audio (Tor Tor Tor Tor Tor Tor, I werd' narrisch - "Gol gol gol gol gol gol, sto diventando pazzo") viene riconosciuto subito dagli appassionati di calcio austriaci. Di fatto i tedeschi furono eliminati con questa sconfitta: a beneficiare di ciò furono gli Azzurri, che giunsero quindi secondi nel girone. Krankl partecipò anche al campionato del mondo 1982, segnando il suo unico gol nella vittoria per 2-0 contro la Algeria, in un incontro valevole per il primo turno. Disputò infine l'ultima gara in Nazionale il 17 aprile 1985 contro l'Ungheria, che vinse 3-0, e si fermò così dopo aver segnato 34 gol in 69 partite.

#### Allenatore

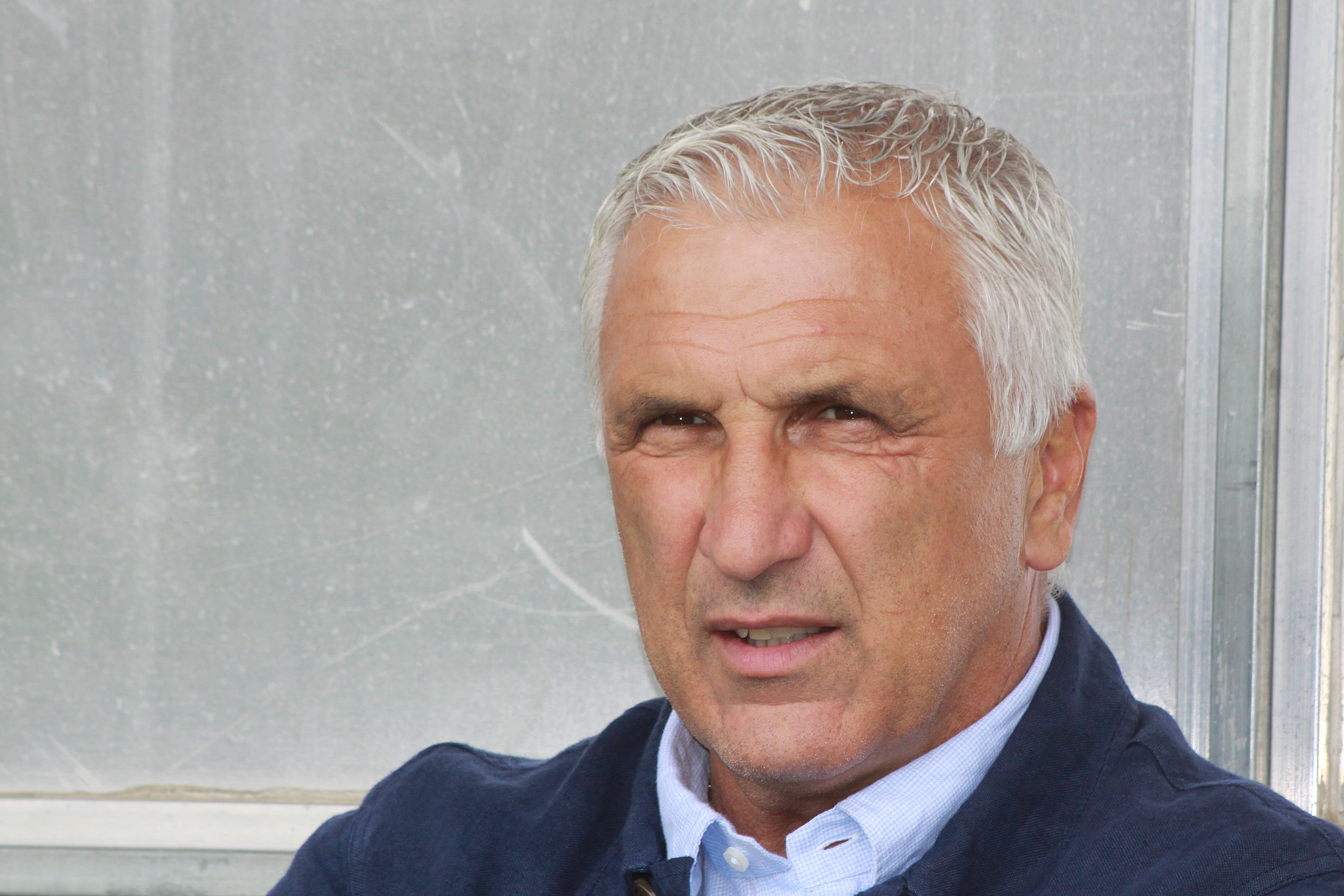
Krankl nel 2009 alla guida del

Dopo aver chiuso la carriera al Salisburgo nel 1989 Krankl lavorò come allenatore, arrivando alla panchina dell'Austria da cui fu licenziato il 28 settembre 2005 dopo che la nazionale aveva fallito la qualificazione al campionato del mondo 2006.
Il suo ultimo incarico di allenatore, sulla panchina del LASK Linz è durato appena 70 giorni.

## Oltre il calcio
Krankl ha inoltre avuto un discreto successo in patria come cantante (sotto lo pseudonimo di Johann K''), con diversi piazzamenti nelle classifiche di vendita austriache. Il suo più grande successo è stato Lonely Boy, inciso nel 1985, che raggiunse il secondo posto.
Durante la carriera da allenatore Krankl ha presenziato spesso come ospite in studio e come commentatore tecnico dei match calcistici per la ORF.

## Statistiche

### Cronologia presenze e reti in nazionale
| Cronologia completa delle presenze e delle reti in nazionale ― Austria | Cronologia completa delle presenze e delle reti in nazionale ― Austria | Cronologia completa delle presenze e delle reti in nazionale ― Austria | Cronologia completa delle presenze e delle reti in nazionale ― Austria | Cronologia completa delle presenze e delle reti in nazionale ― Austria | Cronologia completa delle presenze e delle reti in nazionale ― Austria | Cronologia completa delle presenze e delle reti in nazionale ― Austria | Cronologia completa delle presenze e delle reti in nazionale ― Austria |
| Data                                                                   | Città                                                                  | In casa                                                                | Risultato                                                              | Ospiti                                                                 | Competizione                                                           | Reti                                                                   | Note                                                                   |
| ---------------------------------------------------------------------- | ---------------------------------------------------------------------- | ---------------------------------------------------------------------- | ---------------------------------------------------------------------- | ---------------------------------------------------------------------- | ---------------------------------------------------------------------- | ---------------------------------------------------------------------- | ---------------------------------------------------------------------- |
| 13-6-1973                                                              | Vienna                                                                 | Austria                                                                | 1 – 1                                                                  | Brasile                                                                | Amichevole                                                             | 1                                                                      |                                                                        |
| 26-9-1973                                                              | Londra                                                                 | Inghilterra                                                            | 7 – 0                                                                  | Austria                                                                | Amichevole                                                             | -                                                                      |                                                                        |
| 10-10-1973                                                             | Hannover                                                               | Germania Ovest                                                         | 4 – 0                                                                  | Austria                                                                | Amichevole                                                             | -                                                                      |                                                                        |
| 27-11-1973                                                             | Gelsenkirchen                                                          | Austria                                                                | 1 – 2                                                                  | Svezia                                                                 | Amichevole                                                             | 1                                                                      |                                                                        |
| 27-3-1974                                                              | Rotterdam                                                              | Paesi Bassi                                                            | 1 – 1                                                                  | Austria                                                                | Amichevole                                                             | 1                                                                      |                                                                        |
| 1-5-1974                                                               | San Paolo                                                              | Brasile                                                                | 0 – 0                                                                  | Austria                                                                | Amichevole                                                             | -                                                                      |                                                                        |
| 8-6-1974                                                               | Vienna                                                                 | Austria                                                                | 0 – 0                                                                  | Italia                                                                 | Amichevole                                                             | -                                                                      |                                                                        |
| 4-9-1974                                                               | Vienna                                                                 | Austria                                                                | 2 – 1                                                                  | Galles                                                                 | Qual. Euro 1976                                                        | 1                                                                      |                                                                        |
| 28-9-1974                                                              | Vienna                                                                 | Austria                                                                | 1 – 0                                                                  | Ungheria                                                               | Amichevole                                                             | 1                                                                      |                                                                        |
| 16-3-1975                                                              | Lussemburgo                                                            | Lussemburgo                                                            | 1 – 2                                                                  | Austria                                                                | Qual. Euro 1976                                                        | 1                                                                      |                                                                        |
| 2-4-1975                                                               | Vienna                                                                 | Austria                                                                | 0 – 0                                                                  | Ungheria                                                               | Qual. Euro 1976                                                        | -                                                                      |                                                                        |
| 7-6-1975                                                               | Vienna                                                                 | Austria                                                                | 0 – 0                                                                  | Cecoslovacchia                                                         | Amichevole                                                             | -                                                                      |                                                                        |
| 24-9-1975                                                              | Budapest                                                               | Ungheria                                                               | 2 – 1                                                                  | Austria                                                                | Qual. Euro 1976                                                        | 1                                                                      |                                                                        |
| 15-10-1975                                                             | Vienna                                                                 | Austria                                                                | 6 – 1                                                                  | Lussemburgo                                                            | Qual. Euro 1976                                                        | 2                                                                      |                                                                        |
| 19-11-1975                                                             | Cardiff                                                                | Galles                                                                 | 1 – 0                                                                  | Austria                                                                | Qual. Euro 1976                                                        | -                                                                      |                                                                        |
| 28-4-1976                                                              | Vienna                                                                 | Austria                                                                | 1 – 0                                                                  | Svezia                                                                 | Amichevole                                                             | 1                                                                      |                                                                        |
| 12-6-1976                                                              | Budapest                                                               | Ungheria                                                               | 2 – 0                                                                  | Austria                                                                | Amichevole                                                             | -                                                                      |                                                                        |
| 23-6-1976                                                              | Vienna                                                                 | Austria                                                                | 1 – 2                                                                  | Unione Sovietica                                                       | Amichevole                                                             | -                                                                      |                                                                        |
| 22-9-1976                                                              | Losanna                                                                | Svizzera                                                               | 1 – 3                                                                  | Austria                                                                | Amichevole                                                             | 1                                                                      |                                                                        |
| 13-10-1976                                                             | Vienna                                                                 | Austria                                                                | 2 – 4                                                                  | Ungheria                                                               | Amichevole                                                             | 2                                                                      |                                                                        |
| 10-11-1976                                                             | Kavala                                                                 | Grecia                                                                 | 0 – 3                                                                  | Austria                                                                | Amichevole                                                             | 1                                                                      |                                                                        |
| 5-12-1976                                                              | Ta' Qali                                                               | Malta                                                                  | 0 – 1                                                                  | Austria                                                                | Amichevole                                                             | 1                                                                      |                                                                        |
| 15-12-1976                                                             | Tel Aviv                                                               | Israele                                                                | 1 – 3                                                                  | Austria                                                                | Amichevole                                                             | 1                                                                      |                                                                        |
| 9-3-1977                                                               | Vienna                                                                 | Austria                                                                | 2 – 0                                                                  | Grecia                                                                 | Amichevole                                                             | -                                                                      |                                                                        |
| 17-4-1977                                                              | Vienna                                                                 | Austria                                                                | 1 – 0                                                                  | Turchia                                                                | Qual. Mondiali 1978                                                    | -                                                                      |                                                                        |
| 30-4-1977                                                              | Vienna                                                                 | Austria                                                                | 9 – 0                                                                  | Malta                                                                  | Qual. Mondiali 1978                                                    | 3                                                                      |                                                                        |
| 1-6-1977                                                               | Ostrava                                                                | Cecoslovacchia                                                         | 0 – 0                                                                  | Austria                                                                | Amichevole                                                             | -                                                                      |                                                                        |
| 24-8-1977                                                              | Vienna                                                                 | Austria                                                                | 2 – 1                                                                  | Polonia                                                                | Amichevole                                                             | 1                                                                      |                                                                        |
| 24-9-1977                                                              | Vienna                                                                 | Austria                                                                | 2 – 0                                                                  | Germania Est                                                           | Amichevole                                                             | 2                                                                      |                                                                        |
| 30-10-1977                                                             | Smirne                                                                 | Turchia                                                                | 1 – 0                                                                  | Austria                                                                | Qual. Mondiali 1978                                                    | -                                                                      |                                                                        |
| 15-2-1978                                                              | Atene                                                                  | Grecia                                                                 | 1 – 1                                                                  | Austria                                                                | Amichevole                                                             | 1                                                                      |                                                                        |
| 22-3-1978                                                              | Charleroi                                                              | Belgio                                                                 | 1 – 0                                                                  | Austria                                                                | Amichevole                                                             | -                                                                      |                                                                        |
| 4-4-1978                                                               | Basilea                                                                | Svizzera                                                               | 0 – 1                                                                  | Austria                                                                | Amichevole                                                             | -                                                                      |                                                                        |
| 20-5-1978                                                              | Vienna                                                                 | Austria                                                                | 0 – 1                                                                  | Paesi Bassi                                                            | Amichevole                                                             | -                                                                      |                                                                        |
| 3-6-1978                                                               | Buenos Aires                                                           | Austria                                                                | 2 – 1                                                                  | Spagna                                                                 | Mondiali 1978 - 1º turno                                               | 1                                                                      |                                                                        |
| 7-6-1978                                                               | Buenos Aires                                                           | Austria                                                                | 1 – 0                                                                  | Svezia                                                                 | Mondiali 1978 - 1º turno                                               | 1                                                                      |                                                                        |
| 11-6-1978                                                              | Mar del Plata                                                          | Brasile                                                                | 1 – 0                                                                  | Austria                                                                | Mondiali 1978 - 1º turno                                               | -                                                                      |                                                                        |
| 14-6-1978                                                              | Córdoba                                                                | Paesi Bassi                                                            | 5 – 1                                                                  | Austria                                                                | Mondiali 1978 - 2º turno                                               | -                                                                      |                                                                        |
| 18-6-1978                                                              | Buenos Aires                                                           | Italia                                                                 | 1 – 0                                                                  | Austria                                                                | Mondiali 1978 - 2º turno                                               | -                                                                      |                                                                        |
| 21-6-1978                                                              | Córdoba                                                                | Austria                                                                | 3 – 2                                                                  | Germania Ovest                                                         | Mondiali 1978 - 2º turno                                               | 2                                                                      |                                                                        |
| 30-8-1978                                                              | Oslo                                                                   | Norvegia                                                               | 0 – 2                                                                  | Austria                                                                | Qual. Euro 1980                                                        | 1                                                                      |                                                                        |
| 20-9-1978                                                              | Vienna                                                                 | Austria                                                                | 3 – 2                                                                  | Scozia                                                                 | Qual. Euro 1980                                                        | -                                                                      |                                                                        |
| 15-11-1978                                                             | Vienna                                                                 | Austria                                                                | 1 – 2                                                                  | Portogallo                                                             | Qual. Euro 1980                                                        | -                                                                      |                                                                        |
| 28-3-1979                                                              | Bruxelles                                                              | Belgio                                                                 | 1 – 1                                                                  | Austria                                                                | Qual. Euro 1980                                                        | 1                                                                      |                                                                        |
| 2-5-1979                                                               | Vienna                                                                 | Austria                                                                | 0 – 0                                                                  | Belgio                                                                 | Qual. Euro 1980                                                        | -                                                                      |                                                                        |
| 29-8-1979                                                              | Vienna                                                                 | Austria                                                                | 4 – 0                                                                  | Norvegia                                                               | Qual. Euro 1980                                                        | 1                                                                      |                                                                        |
| 17-10-1979                                                             | Glasgow                                                                | Scozia                                                                 | 1 – 1                                                                  | Austria                                                                | Qual. Euro 1980                                                        | 1                                                                      | 89’                                                                    |
| 21-11-1979                                                             | Lisbona                                                                | Portogallo                                                             | 1 – 2                                                                  | Austria                                                                | Qual. Euro 1980                                                        | -                                                                      | 81’                                                                    |
| 21-5-1980                                                              | Vienna                                                                 | Austria                                                                | 1 – 5                                                                  | Argentina                                                              | Amichevole                                                             | -                                                                      |                                                                        |
| 4-6-1980                                                               | Budapest                                                               | Ungheria                                                               | 1 – 1                                                                  | Austria                                                                | Amichevole                                                             | -                                                                      |                                                                        |
| 24-9-1980                                                              | Helsinki                                                               | Finlandia                                                              | 0 – 2                                                                  | Austria                                                                | Qual. Mondiali 1982                                                    | -                                                                      |                                                                        |
| 8-10-1980                                                              | Vienna                                                                 | Austria                                                                | 3 – 1                                                                  | Ungheria                                                               | Amichevole                                                             | -                                                                      |                                                                        |
| 15-11-1980                                                             | Vienna                                                                 | Austria                                                                | 5 – 0                                                                  | Albania                                                                | Amichevole                                                             | 1                                                                      |                                                                        |
| 29-4-1981                                                              | Hannover                                                               | Germania Ovest                                                         | 2 – 0                                                                  | Austria                                                                | Qual. Mondiali 1982                                                    | -                                                                      |                                                                        |
| 28-5-1981                                                              | Vienna                                                                 | Austria                                                                | 2 – 0                                                                  | Bulgaria                                                               | Qual. Mondiali 1982                                                    | 1                                                                      | cap.                                                                   |
| 17-6-1981                                                              | Vienna                                                                 | Austria                                                                | 5 – 1                                                                  | Finlandia                                                              | Qual. Mondiali 1982                                                    | 1                                                                      | cap.                                                                   |
| 23-9-1981                                                              | Vienna                                                                 | Austria                                                                | 0 – 0                                                                  | Spagna                                                                 | Amichevole                                                             | -                                                                      | cap.                                                                   |
| 14-10-1981                                                             | Vienna                                                                 | Austria                                                                | 1 – 3                                                                  | Germania Ovest                                                         | Qual. Mondiali 1982                                                    | -                                                                      | cap.                                                                   |
| 11-11-1981                                                             | Sofia                                                                  | Bulgaria                                                               | 0 – 0                                                                  | Austria                                                                | Qual. Mondiali 1982                                                    | -                                                                      | cap. 72’ 73’                                                           |
| 24-3-1982                                                              | Budapest                                                               | Ungheria                                                               | 2 – 3                                                                  | Austria                                                                | Amichevole                                                             | 1                                                                      | 89’                                                                    |
| 28-4-1982                                                              | Vienna                                                                 | Austria                                                                | 2 – 1                                                                  | Cecoslovacchia                                                         | Amichevole                                                             | -                                                                      |                                                                        |
| 17-6-1982                                                              | Oviedo                                                                 | Cile                                                                   | 0 – 1                                                                  | Austria                                                                | Mondiali 1982 - 1º turno                                               | -                                                                      |                                                                        |
| 21-6-1982                                                              | Oviedo                                                                 | Algeria                                                                | 0 – 2                                                                  | Austria                                                                | Mondiali 1982 - 1º turno                                               | 1                                                                      |                                                                        |
| 25-6-1982                                                              | Gijón                                                                  | Germania Ovest                                                         | 1 – 0                                                                  | Austria                                                                | Mondiali 1982 - 1º turno                                               | -                                                                      |                                                                        |
| 28-6-1982                                                              | Madrid                                                                 | Austria                                                                | 0 – 1                                                                  | Francia                                                                | Mondiali 1982 - 2º turno                                               | -                                                                      |                                                                        |
| 27-4-1983                                                              | Vienna                                                                 | Austria                                                                | 0 – 0                                                                  | Germania Ovest                                                         | Qual. Euro 1984                                                        | -                                                                      |                                                                        |
| 17-5-1983                                                              | Vienna                                                                 | Austria                                                                | 2 – 2                                                                  | Unione Sovietica                                                       | Amichevole                                                             | -                                                                      |                                                                        |
| 21-9-1983                                                              | Belfast                                                                | Irlanda del Nord                                                       | 3 – 1                                                                  | Austria                                                                | Qual. Euro 1984                                                        | -                                                                      |                                                                        |
| 17-4-1985                                                              | Vienna                                                                 | Austria                                                                | 0 – 3                                                                  | Ungheria                                                               | Qual. Mondiali 1986                                                    | -                                                                      |                                                                        |
| Totale                                                                 |                                                                        | Presenze                                                               | 69                                                                     |                                                                        | Reti (2º posto)                                                        | 34                                                                     |                                                                        |

### Record
- Con 320 gol è al secondo posto per numero di gol realizzati nel campionato austriaco dietro a Robert Dienst[2].

## Palmarès

### Squadra
Competizioni Nazionali
- Campionato austriaco: 2

Rapid Vienna: 1981-1982, 1982-1983
- Coppa d'Austria: 4

Rapid Vienna: 1975-1976, 1982-1983, 1983-1984, 1984-1985
- Coppa di Spagna: 1

Barcellona: 1980-1981
Competizioni Internazionali
- Coppa delle Coppe: 1

Barcellona: 1978-1979

### Individuale
- Capocannoniere del campionato austriaco: 4

1973-1974 (36 gol), 1976-1977 (32), 1977-1978 (41), 1982-1983 (23)
- Capocannoniere della Liga: 1

1978-1979 (29 gol)
- Scarpa d'oro: 1

1978 (41 gol)